# Башкиров, Алексей Иванович
Алексе́й Ива́нович Башки́ров (1915, Иж-Борискино, Казанская губерния (ныне Спасский район Татарстана), РСФСР — 2002, Тольятти) — участник Великой Отечественной войны, полный кавалер ордена Славы.

## Биография
Родился в русской зажиточной крестьянской семье.Мама померла когда Алексей Иванович был еще маленький. Папу как кулака расстреляли.Воспитывался Мачехой которая в нем души не чаяла.Настояла чтоб он окончил начальную школу 4 класса. Начинал свою трудовую деятельность Учетчиком тракторной бригады в колхозе. Впоследствии стал бригадиром тракторной бригады.
В 1941 году был призван в Красную Армию в рабочем батальоне т.к. являлся сыном Кулака. Работал на химическом производстве в городе Новокуйбышевске. Неоднократно писал просьбы направить его в действующую армию. В связи с большими потерями на фронтах начали набирать на фронт и с рабочих батальонов.Помогло Алексею Ивановичу образование. Быстро считал в уме. Определили в артиллерию на должность Ящичного.  На фронте в Великую Отечественную войну с июня 1942 года. Постепенно с потерями в личном составе расчета Алексею Ивановичу пришлось стать Наводчиком орудия. Служил наводчиком орудия в 128-го гвардейском артиллерийском полку (57-я гвардейская стрелковая дивизия).
В наступательных боях 30-31 октября 1943 года на правом берегу Днепра северо-западнее населенного пункта Новопокровка (Солонянский район, Днепропетровская область) вместе с расчётом гвардии младший сержант Башкиров подавил 3 пулемёта, разбил в наблюдательных пункта и сразил до взвода солдат противника. В последующих боях вывел из строя вражеское оружие и уничтожил более 20 вражеских солдат.
29 января 1945 года командуя орудийным расчётом гвардии старший сержант подавил огневые точки опорного пункта противника. 30 января 1945 года при отражении контратаки вблизи г. Шверин (ныне Сквежина, Польша) вместе с расчётом поразил бронемашину и до 10 солдат противника.
19 апреля 1945 в боях за Мюнхеберг отбивая контратаку противника уничтожил 2 пулемётные точки и до 15 автоматчиков. В рядах штурмовой группы на улицах Берлина прямой наводкой вывел из строя противотанковое орудие противника, 2 дзота и уничтожил более 10 солдат противника.
Демобилизовался в 1945 году. Вернулся в родное село. Работал в МТС бригадиром.
В 1969 году переехал в Тольятти, служил в военизированной охране на «АвтоВАЗе».
Имел 8 детей, 25 внуков, 12 правнуков.

## Награды
- Орден Отечественной войны 1 степени (№ 1487381) — 15.03.1985;
- Орден Славы 3-й степени (№ 5393) — 25.12.1943
- Орден Славы 2-й степени (№ 25465) — 9.4.1945
- Орден Славы 1-й степени (№ 1272) — 15.5.1946
- Медали